# Der Weg (Herbert-Grönemeyer-Lied)
Der Weg ist ein Song des deutschen Musikers, Musikproduzenten und Sängers Herbert Grönemeyer aus dem Jahr 2002. Die Single wurde am 11. November 2002 als zweite Singleauskopplung des Albums Mensch veröffentlicht.

## Entstehung und Hintergrund
Nachdem am 1. November 1998 sein Bruder und am 5. November 1998 seine Ehefrau, Anna Henkel-Grönemeyer, innerhalb weniger Tage gestorben waren, nahm sich Grönemeyer eine längere Auszeit. Innerhalb dieser Auszeit schrieb er an seinem elften Album, das er selbst als eine Hilfe bei der Trauerverarbeitung beschreibt. Die Single Der Weg widmete er seiner Frau, die an den Folgen ihrer Brustkrebserkrankung starb. Grönemeyer schrieb das Lied selbst, produziert wurde es von Grönemeyer und dem Musikproduzenten Alex Silva.

## Musik und Text

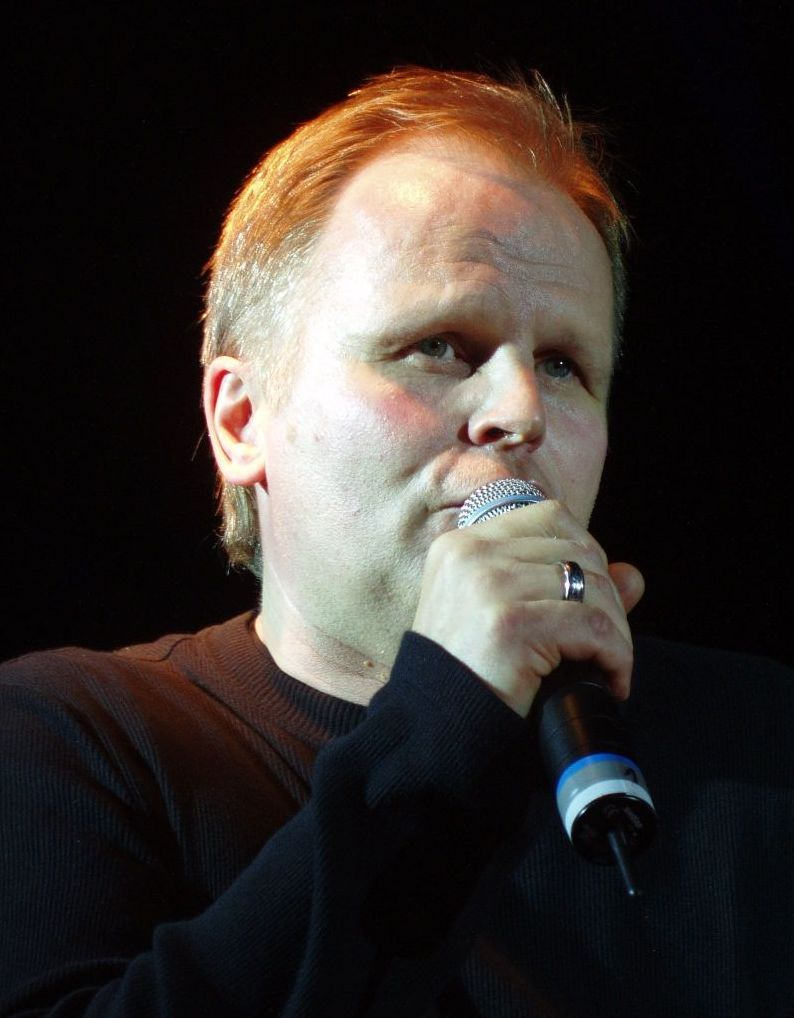
Interpret Herbert Grönemeyer (2004)

In dieser Ballade beschreibt Grönemeyer seine verstorbene Frau, verarbeitet alte Erinnerungen und blickt auf ihr gemeinsames Leben zurück. Er thematisiert auch eigene Erfahrungen bei der Trauerverarbeitung, beispielsweise das mögliche Aufgeben. Doch das Lied birgt auch Hoffnung. So beschreibt er vor allem in den letzten Zeilen „Ich gehe nicht weg, hab’ meine Frist verlängert, neue Zeitreise, offene Welt,“ dass er den Blick nach vorne richtet, um einen neuen Lebensabschnitt zu beginnen. Grönemeyer spielt hier selbst auf einem Fender-Rhodes-Piano und wird von einer Streichergruppe begleitet.

## Musikvideo
Das Musikvideo zu Der Weg, gedreht von Daniel Lwowski, wurde Ende 2002 veröffentlicht. Im Video befindet sich der Interpret Herbert Grönemeyer auf einer Segelyacht mitten auf dem Meer und kämpft mit Wellen. Die Wellen stehen symbolisch für die Schicksalsschläge, den Verlust seines Bruders und seiner Ehefrau, den er versucht zu überwinden. Am Ende des Videos geht Grönemeyer einen Steg hinauf, der den Weg in den Himmel leitet. Kurz vor dem Eintreten in die Tür des Himmels bleibt er stehen, blickt auf das Meer zurück und geht dann durch die Tür.

## Charts und Chartplatzierungen
| ChartsChartplatzierungen | Höchstplatzierung | Wochen |
| ------------------------ | ----------------- | ------ |
| Deutschland (GfK)        | 12 (12 Wo.)       | 12     |
| Österreich (Ö3)          | 14 (15 Wo.)       | 15     |
| Schweiz (IFPI)           | 35 (18 Wo.)       | 18     |

## Coverversion
2005 veröffentlichte Guus Meeuwis eine niederländische Coverversion, welche sich in den niederländischen Charts platzieren konnte.

## Trivia
In dem im Jahre 2020 erschienenen Psychothriller Die App – Sie kennen dich. Sie wissen, wo du wohnst von Arno Strobel zitiert eine der Figuren die ersten vier Zeilen des Liedes, um sich zu beruhigen.
Grönemeyers Titel ist eines der wenigen deutschen Lieder, die sich in der niederländischen Jahreshitparade NPO Radio 2 Top 2000 platzieren können. Seit 2005 wurde Der Weg von den Hörerinnen und Hörern jedes Mal gewählt. Zusätzlich hat es auch Meeuwis' niederländische Version De Weg in diese Hitparade geschafft, zunächst 2007 und dann ab 2009 jährlich (Stand August 2025).